# Luka Milunović
Luka Milunović, né à Belgrade le 21 décembre 1992, est un footballeur serbe. Il occupe le poste d'ailier gauche au Melaka United. De 2011 à 2015, il est international espoirs.

## Carrière
Formé au FK Zvezdara puis à l'OFK Belgrade, deux clubs de la banlieue de la capitale serbe, Luka Milunović intègre l'équipe première de ce dernier en 2010. Il dispute une rencontre de championnat et une de Ligue Europa pendant la saison. Malgré son temps de jeu réduit, il est convoqué en équipe nationale des moins de 19 ans. Il joue son premier match le 7 octobre 2010 contre la Bulgarie dans le cadre des qualifications pour le championnat d'Europe 2011. Au total, il joue huit matches et inscrit deux buts en un an avec cette sélection.
En juillet 2011, il est transféré par le SV Zulte Waregem, un club de première division belge, où il signe un contrat de cinq ans. Il commence le championnat comme titulaire mais à la suite du licenciement de l'entraîneur Darije Kalezić et son remplacement par Francky Dury, il se retrouve sur le banc. Au niveau international, il intègre l'équipe espoirs le 2 septembre 2011 pour un match contre l'Irlande du Nord et inscrit son premier but quatre jours plus tard face aux Îles Féroé. Le 4 février 2012, la direction du club le libère de son contrat. Il retourne alors en Serbie et s'engage à l'Étoile rouge de Belgrade, un des grands clubs du pays, jusqu'en 2014.
Luka Milunović obtient une place dans l'équipe de base de l'Étoile rouge. Il joue toutes les rencontres jusqu'en fin de saison et entame le championnat suivant dans la peau d'un titulaire.

## Statistiques
| Saison                | Club                  | Championnat           | Championnat | Championnat | Coupe(s) nationale(s) | Coupe(s) nationale(s) | Compétition(s) continentale(s) | Compétition(s) continentale(s) | Compétition(s) continentale(s) | Sélection      | Sélection | Sélection | Total | Total |
| Saison                | Club                  | Division              | M.          | B.          | M.                    | B.                    | Comp.                          | M.                             | B.                             | Équipe         | M.        | B.        | M.    | B.    |
| 2010-2011             | OFK Belgrade          | SuperLiga             | 1           | 0           | 1                     | 0                     | LE                             | 1                              | 0                              | Serbie U19     | 8         | 2         | 11    | 2     |
| 2011-jan. 2012        | SV Zulte Waregem      | Jupiler Pro League    | 12          | 0           | 1                     | 0                     | -                              | -                              | -                              | Serbie espoirs | -         | -         | 13    | 0     |
| fév. 2012-2012        | ER Belgrade           | SuperLiga             | 11          | 4           | 3                     | 1                     | -                              | -                              | -                              | Serbie espoirs | -         | -         | 14    | 5     |
| 2012-2013             | ER Belgrade           | SuperLiga             | 15          | 3           | 2                     | 1                     | LE                             | 6                              | 2                              | Serbie espoirs | -         | -         | 23    | 6     |
| Total sur la carrière | Total sur la carrière | Total sur la carrière | 39          | 7           | 6                     | 2                     | -                              | 7                              | 2                              | -              | 18        | 4         | 70    | 15    |